# Ibrahim Afshar
Ibrahim Shah Afshar (... – 1748) è stato un sovrano persiano.

## Biografia
Fu sovrano di Persia nel 1748, nei pochi mesi da Luglio sino a Settembre, successe al fratello Adil Shah, grazie al colpo di Stato che aveva organizzato. Uccise il fratello, dopo averlo accecato il 6 luglio. Fu il terzo sovrano degli Afsharidi, dopo alcuni mesi di regno i suoi uomini si ribellarono a lui.
Dopo di lui salì al trono Shahrokh Afshar, che il fratello aveva risparmiato tempo prima.